# Clorazepato
Il clorazepato (Transene) è un farmaco benzodiazepinico. Possiede proprietà ansiolitiche, anticonvulsivanti, sedative, ipnotiche e miorilassanti scheletriche.
Il clorazepato è una benzodiazepina a lunga durata e funge da profarmaco principale per l'altrettanto duraturo desmetildiazepam, che viene prodotto rapidamente come metabolita attivo. 
Il desmetildiazepam è responsabile della maggior parte degli effetti terapeutici del clorazepato.
Brevettato nel 1965, approvato per uso medico nel 1967.

## Usi medici
Il clorazepato si usa per i disturbi d'ansia e dell'insonnia. Può anche essere prescritto come anticonvulsivante o miorilassante.
Il clorazepato è prescritto principalmente nel trattamento dell'astinenza da alcol e nell'epilessia, sebbene sia anche un utile ansiolitico per la sua lunga emivita. Il normale intervallo di dosaggio iniziale di Clorazepato è compreso tra 15 e 60 mg al giorno. Il farmaco deve essere assunto da due a quattro volte al giorno. Dosaggi da 90 a 120 mg al giorno possono essere utilizzati nel trattamento dell'astinenza acuta da alcol. Negli Stati Uniti e in Canada, Clorazepate è disponibile in 3.75, 7.5 e 15 capsule o compresse da mg. In Europa, le formazioni di compresse sono 5 mg, 10 mg, 20 mg e 50 mg. Clorazepate SD (rilascio controllato) è disponibile e può avere una ridotta incidenza di effetti avversi. La formulazione a rilascio prolungato di clorazepato presenta alcuni vantaggi in quanto, se si dimentica una dose, si verificano fluttuazioni meno profonde dei livelli plasmatici, che possono essere utili per alcune persone con epilessia a rischio di crisi epilettiche.

## Effetti collaterali
Gli effetti avversi del clorazepato includono tolleranza, dipendenza, reazioni da astinenza, deterioramento cognitivo, confusione, amnesia anterograda, cadute negli anziani, atassia, effetti della sbornia e sonnolenza. Non è chiaro se i deficit cognitivi derivanti dall'uso a lungo termine delle benzodiazepine tornino alla normalità o persistano indefinitamente dopo l'interruzione delle benzodiazepine. Le benzodiazepine sono anche note per causare o peggiorare la depressione. Effetti paradossali inclusi eccitazione e peggioramento paradossale delle crisi possono talvolta derivare dall'uso di benzodiazepine. I bambini, gli anziani, le persone con una storia di abuso di alcol o una storia di comportamento aggressivo e rabbia sono a maggior rischio di sviluppare reazioni paradossali alle benzodiazepine.
Nel settembre 2020, la Food and Drug Administration (FDA) statunitense ha richiesto che l'avvertenza in scatola fosse aggiornata per tutti i medicinali a base di benzodiazepine per descrivere i rischi di abuso, uso improprio, dipendenza, dipendenza fisica e reazioni di astinenza in modo coerente in tutti i farmaci della classe.

### Tolleranza, dipendenza e ritiro
È stato notato delirio conseguente all'interruzione del clorazepato. Una dipendenza da benzodiazepine si verifica in circa un terzo dei pazienti che assumono benzodiazepine per più di 4 settimane, che è caratterizzata da una sindrome da astinenza dopo la riduzione della dose. Quando viene utilizzato per il controllo delle crisi, la tolleranza può manifestarsi con un aumento del tasso di crisi e un aumento del rischio di crisi da sospensione. Nell'uomo, la tolleranza agli effetti anticonvulsivanti del clorazepato si verifica frequentemente con l'uso regolare. A causa dello sviluppo della tolleranza, le benzodiazepine, in generale, non sono considerate appropriate per la gestione a lungo termine dell'epilessia; l'aumento della dose può comportare solo lo sviluppo di una tolleranza alla dose più alta combinata con un peggioramento degli effetti avversi. La tolleranza crociata si verifica tra le benzodiazepine, il che significa che, se gli individui tollerano una benzodiazepina, mostreranno una tolleranza a dosi equivalenti di altre benzodiazepine. I sintomi da astinenza dalle benzodiazepine includono un peggioramento dei sintomi preesistenti e la comparsa di nuovi sintomi che non erano preesistenti. I sintomi di astinenza possono variare da lieve ansia e insonnia a gravi sintomi di astinenza come convulsioni e psicosi. In alcuni casi, può essere difficile distinguere tra sintomi preesistenti e sintomi da astinenza. L'uso di dosi elevate, l'uso a lungo termine e aumenti di astinenza improvvisa o eccessiva aumentano la gravità della sindrome da astinenza. Tuttavia, la tolleranza al metabolita attivo del clorazepato può manifestarsi più lentamente rispetto ad altre benzodiazepine. L'uso regolare di benzodiazepine provoca lo sviluppo di una dipendenza caratterizzata dalla tolleranza agli effetti terapeutici delle benzodiazepine e lo sviluppo della sindrome da astinenza da benzodiazepine inclusi sintomi quali ansia, apprensione, tremore, insonnia, nausea e vomito dopo la cessazione dell'uso di benzodiazepine. La sospensione delle benzodiazepine deve essere graduale in quanto la sospensione improvvisa di alte dosi di benzodiazepine può causare confusione, psicosi tossica, convulsioni o una condizione simile al delirium tremens. La sospensione improvvisa da dosi più basse può causare depressione, nervosismo, insonnia di rimbalzo, irritabilità, sudorazione e diarrea.

## Interazioni
È probabile che tutti i sedativi o gli ipnotici amplificino gli effetti del clorazepato sul sistema nervoso centrale. I farmaci che possono interagire con il clorazepato includono digossina, disulfiram, fluoxetina, isoniazide, ketoconazolo, levodopa, metoprololo, contraccettivi ormonali, probenecid, propranololo, rifampicina, teofillina, acido valproico. Gli inibitori selettivi della ricaptazione della serotonina, la cimetidina, gli antibiotici macrolidi e gli antimicotici inibiscono il metabolismo delle benzodiazepine e possono provocare un aumento dei livelli plasmatici con conseguente aumento degli effetti avversi. Fenitoina, fenobarbital e carbamazepina hanno l'effetto opposto, con la somministrazione concomitante che porta ad un aumento del metabolismo e ad una diminuzione degli effetti terapeutici del clorazepato.

## Controindicazioni e cautele
Le benzodiazepine richiedono precauzioni speciali se utilizzate negli anziani, nei bambini, in soggetti dipendenti da alcol o droghe e in soggetti con disturbi psichiatrici concomitanti .
Il clorazepato se usato alla fine della gravidanza, il terzo trimestre, provoca un rischio preciso di una grave sindrome da astinenza da benzodiazepine nel neonato con sintomi tra cui ipotonia e riluttanza a succhiare, periodi di apnea, cianosi e risposte metaboliche compromesse allo stress da freddo. Possono verificarsi anche sindrome del bambino floscia e sedazione nel neonato. È stato segnalato che i sintomi della sindrome del bambino floscia e della sindrome da astinenza neonatale da benzodiazepine persistono da ore a mesi dopo la nascita.
Particolare precauzione è richiesta quando si usa il clorazepato negli anziani perché gli anziani metabolizzano il clorazepato più lentamente, il che può provocare un eccessivo accumulo di farmaco. Inoltre, gli anziani sono più sensibili agli effetti avversi delle benzodiazepine rispetto agli individui più giovani anche quando i livelli plasmatici sono gli stessi. L'uso di benzodiazepine negli anziani è raccomandato solo per 2 settimane e si raccomanda inoltre di prescrivere metà della dose giornaliera abituale.

## Farmacologia
Il clorazepato è una benzodiazepina "classica". Altre benzodiazepine classiche includono clordiazepossido, diazepam, clonazepam, oxazepam, lorazepam, nitrazepam, bromazepam e flurazepam. Il clorazepato è un farmaco benzodiazepinico a lunga durata d'azione. Il clorazepato produce il metabolita attivo desmetil-diazepam, che è un agonista parziale del recettore GABA A e ha un'emivita di 20 - 179 ore; una piccola quantità di desmetildiazepam viene ulteriormente metabolizzata in oxazepam . Il clorazepato esercita le sue proprietà farmacologiche aumentando la frequenza di apertura del canale ionico del cloruro dei recettori GABA A. Questo effetto delle benzodiazepine richiede la presenza del neurotrasmettitore GABA e si traduce in effetti inibitori potenziati del neurotrasmettitore GABA che agisce sui recettori GABA A. Il clorazepato, come altre benzodiazepine, è ampiamente distribuito ed è altamente legato alle proteine plasmatiche; il clorazepato attraversa anche prontamente la placenta e nel latte materno. I livelli plasmatici di picco del metabolita attivo desmetil-diazepam si osservano tra 30 minuti e 2 ore dopo la somministrazione orale di clorazepato. Il clorazepato è completamente metabolizzato a desmetil-diazepam nel tratto gastrointestinale e quindi le proprietà farmacologiche del clorazepato sono in gran parte dovute al desmetildiazepam.

## Chimica
Il clorazepato viene utilizzato sotto forma di sale dipotassico. È insolito tra le benzodiazepine in quanto è facilmente solubile in acqua.
Il clorazepato può essere sintetizzato a partire dal 2-ammino-5-clorobenzonitrile, che per reazione con il fenilmagnesio bromuro si trasforma in 2-ammino-5-clorbenzofenone immina. Reagendo con l'estere amminomalonico si ottiene un prodotto di eterociclizzazione, 7-cloro-1,3-diidro-3-carbetossi-5-fenil-2 H -benzodiazepin-2-one. Dopo idrolisi usando una soluzione alcolica di idrossido di potassio forma un sale dipotassico, clorazepato.

## Status giuridico
Negli Stati Uniti, il clorazepato è elencato nell'Allegato IV del Controlled Substances Act.